# Eleutherodactylus alticola
Eleutherodactylus alticola es una especie de rana de la familia Eleutherodactylidae.
Es una especie endémica del este de Jamaica. Su hábitat natural son los bosques húmedos tropicales o subtropicales de montaña. Está amenazada por pérdida de su hábitat natural.